# Cleofe Malatesta

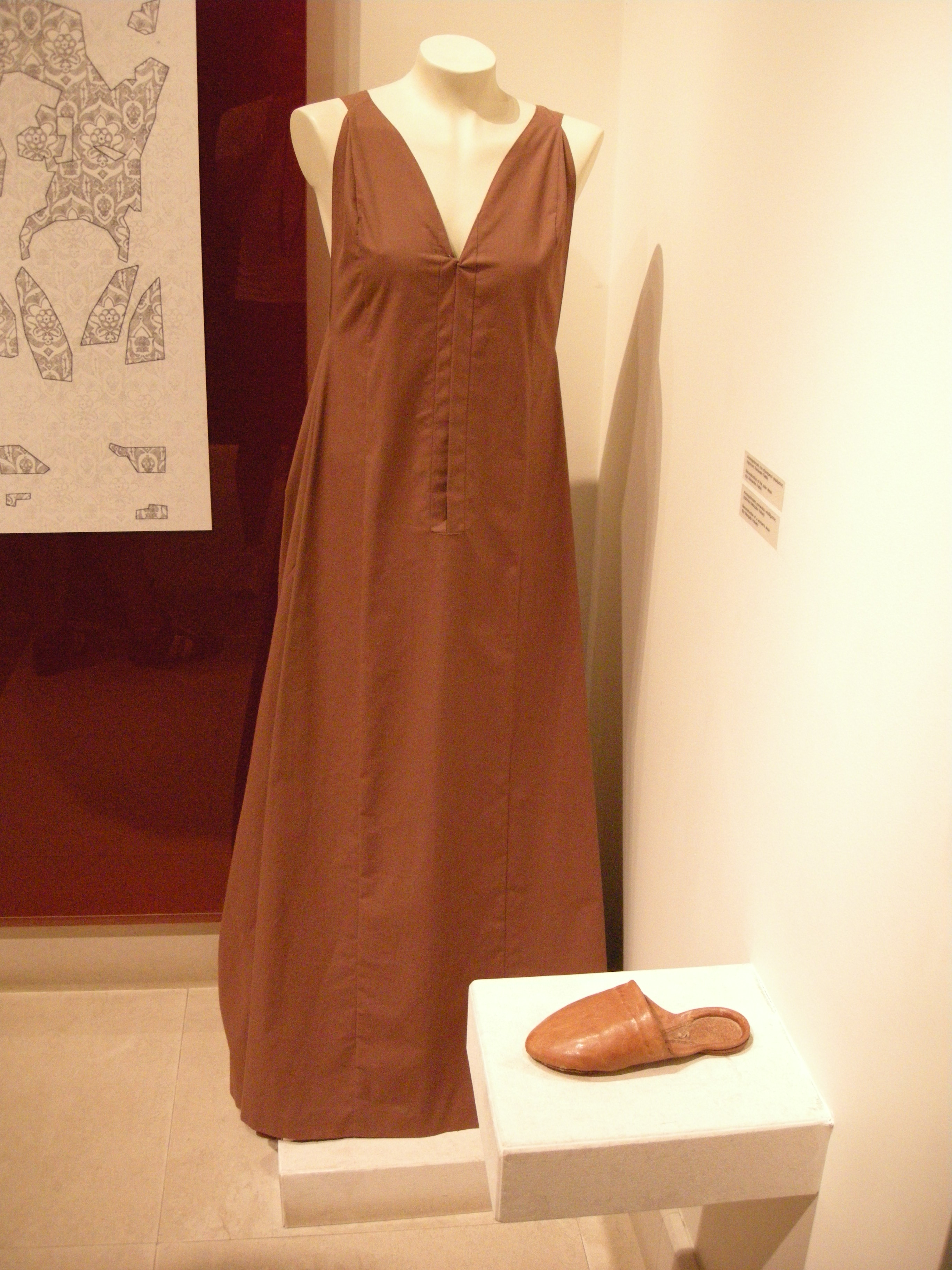
Ricostruzione del vestito e delle calzature della "mummia di Mystras", forse Cleofe Malatesta

Stemma dei Malatesta

Cleofe Malatesta, detta anche Cleofa o Cleopa (Pesaro, ... – Mystras, 18 aprile 1433), era figlia di Malatesta IV (1370-1429), Signore di Pesaro e Fano, e di Elisabetta da Varano (sposatisi nel 1383).

## Biografia
Nel 1418 papa Martino V venne in visita a Brescia, che all'epoca era corte di Pandolfo III Malatesta, accolto da tutti i membri più importanti della famiglia romagnola. Tra loro era presente anche il vescovo di Brescia Pandolfo Malatesta, omonimo del signore cittadino suo cugino, nonché fratello di Cleofe. Tra gli argomenti discussi in quei giorni, vi fu anche il progetto del matrimonio della giovane con uno dei figli dell'imperatore bizantino.
Il 19 gennaio 1420, andò in sposa a Teodoro Paleologo, despota della Morea e figlio dell'imperatore bizantino Manuele II Paleologo (1390-1425).
In passato, lo storico Du Cange nella sua Historia Byzantina definiva Cleofe come figlia del Signore di Rimini, ma secondo gli studi genealogici attuali, ella discende proprio da Malatesta IV, Signore di Pesaro e Fano.
Di certo sulla sua vita si sa che ebbe una figlia, Elena (1428-1458), che andò in sposa a Giovanni II di Cipro (1418-1458). Dal matrimonio di Elena e Giovanni nacquero Carlotta e Cleofe II (morta in gioventù). Carlotta ebbe due mariti: il primo fu Giovanni di Portogallo (1433-1457) ed il secondo fu Luigi di Savoia, conte di Ginevra (1436-1482).
Cleofe morì in circostanze misteriose nell'aprile del 1433. La sua morte fu commemorata con orazioni funebri di Basilio Bessarione, del medico Demetrio Pepagomeno, e in un Elogio di Gemisto Pletone.
Alla corte bizantina di Mistra si dice che portò uno stile più italiano, come si legge ad esempio nei resti del palazzo, dotato di loggiati a tutto sesto. Una tomba scavata nella chiesa di Santa Sofia è stata messa in possibile relazione con Cleofe, poiché appartenuta a una donna con vestiti occidentali. I resti di un vestito quattrocentesco e di calzature sono esposti nel locale museo.

## Ascendenza
|                        |                      |                                   | Genitori                 |  |  | Nonni |  |  | Bisnonni                |  |  | Trisnonni            |  |
|                        |                      |                                   |                          |  |  |       |  |  | Malatesta III Malatesta |  |  | Pandolfo I Malatesta |  |
|                        |                      |                                   |                          |  |  |       |  |  | Malatesta III Malatesta |  |  | Pandolfo I Malatesta |  |
|                        |                      | Taddea da Rimini                  |                          |  |  |       |  |  | Malatesta III Malatesta |  |  |                      |  |
| Pandolfo II Malatesta  |                      |                                   |                          |  |  |       |  |  | Malatesta III Malatesta |  |  |                      |  |
|                        |                      | Costanza Ondedei                  | …                        |  |  |       |  |  |                         |  |  |                      |  |
|                        |                      | Costanza Ondedei                  | …                        |  |  |       |  |  |                         |  |  |                      |  |
|                        |                      | Costanza Ondedei                  | …                        |  |  |       |  |  |                         |  |  |                      |  |
| Malatesta IV Malatesta |                      | Costanza Ondedei                  |                          |  |  |       |  |  |                         |  |  |                      |  |
|                        |                      | Bertoldo Orsini                   | Napoleone di Orso Orsini |  |  |       |  |  |                         |  |  |                      |  |
|                        |                      | Bertoldo Orsini                   | Napoleone di Orso Orsini |  |  |       |  |  |                         |  |  |                      |  |
|                        |                      | Bertoldo Orsini                   | …                        |  |  |       |  |  |                         |  |  |                      |  |
| Paola Orsini           |                      | Bertoldo Orsini                   |                          |  |  |       |  |  |                         |  |  |                      |  |
|                        |                      | …                                 | …                        |  |  |       |  |  |                         |  |  |                      |  |
|                        |                      | …                                 | …                        |  |  |       |  |  |                         |  |  |                      |  |
|                        |                      | …                                 | …                        |  |  |       |  |  |                         |  |  |                      |  |
| Cleofe Malatesta       |                      | …                                 |                          |  |  |       |  |  |                         |  |  |                      |  |
|                        | Berardo II da Varano | Gentile II da Varano              |                          |  |  |       |  |  |                         |  |  |                      |  |
|                        | Berardo II da Varano | Gentile II da Varano              |                          |  |  |       |  |  |                         |  |  |                      |  |
|                        | Berardo II da Varano | …                                 |                          |  |  |       |  |  |                         |  |  |                      |  |
| Rodolfo II da Varano   | Berardo II da Varano |                                   |                          |  |  |       |  |  |                         |  |  |                      |  |
|                        |                      | Bellafiore di Gualtiero Brunforte | Gualtiero Brunforte      |  |  |       |  |  |                         |  |  |                      |  |
|                        |                      | Bellafiore di Gualtiero Brunforte | Gualtiero Brunforte      |  |  |       |  |  |                         |  |  |                      |  |
|                        |                      | Bellafiore di Gualtiero Brunforte | …                        |  |  |       |  |  |                         |  |  |                      |  |
| Elisabetta da Varano   |                      | Bellafiore di Gualtiero Brunforte |                          |  |  |       |  |  |                         |  |  |                      |  |
|                        |                      | Finuccio Chiavelli                | …                        |  |  |       |  |  |                         |  |  |                      |  |
|                        |                      | Finuccio Chiavelli                | …                        |  |  |       |  |  |                         |  |  |                      |  |
|                        |                      | Finuccio Chiavelli                | …                        |  |  |       |  |  |                         |  |  |                      |  |
| Camilla Chiavelli      |                      | Finuccio Chiavelli                |                          |  |  |       |  |  |                         |  |  |                      |  |
|                        |                      | …                                 | …                        |  |  |       |  |  |                         |  |  |                      |  |
|                        |                      | …                                 | …                        |  |  |       |  |  |                         |  |  |                      |  |
|                        |                      | …                                 | …                        |  |  |       |  |  |                         |  |  |                      |  |
|                        |                      | …                                 |                          |  |  |       |  |  |                         |  |  |                      |  |